# Rowdy Records
Rowdy Records es un sello discográfico estadounidense fundado en 1992 por los músicos y productores Dallas Austin y L. A. Reid, parte de la familia de Universal Music Group y distribuido por Motown Records y Mercury Records.

## Historia
Formada en 1992 por los productores Dallas Austin y Antonio L. A. Reid, Rowdy Records se distribuyó inicialmente a través de Arista Records. En ese momento, Austin había ganado notoriedad por escribir y producir éxitos para actos como Monica, Another Bad Creation, Boyz II Men, Joi, For Real, Da King & I y TLC. Mientras tanto, Reid también dirigía la incipiente LaFace Records. En 1993, Reid renunció para continuar enfocando sus energías en LaFace, dejando a Dallas a cargo de la compañía con sede en Atlanta por su cuenta.
Rowdy alcanzó el éxito en 1993 con el grupo de rap Illegal, que tuvo dos sencillos de rap N.º 1 y el sencillo de rap N.º 1 de Billboard del año.
1995 vio el lanzamiento del álbum debut con triple disco de Platino de la cantante de R&B Monica, de catorce años, titulado Miss Thang. Otros actos en la etiqueta incluyeron Y'all So Stupid, For Real, Fishbone y Caron Wheeler. El sello también lanzó la banda sonora de la película Fled.
A pesar del fuerte revuelo del sello en la industria (principalmente debido al nombre de Austin), en 1997 Rowdy comenzó a tambalearse, ya que el álbum debut de Monica había sido su mayor lanzamiento hasta la fecha, y posiblemente el único éxito de la compañía. Posteriormente, las diferencias creativas con Arista Records hicieron que Rowdy abandonara su redil, mientras que Mónica, su estrella más notable, permaneció en Arista. Sin un distribuidor importante, Rowdy tomó brevemente la ruta independiente antes de estancarse por completo. Mientras tanto, la carrera de Austin continuó prosperando, ya que siguió siendo un productor muy buscado, lo que lo llevó a renunciar como director ejecutivo. Rowdy cerró en 1998. Luego fundó el sello discográfico de corta duración Freeworld Entertainment después de la disolución de Rowdy Records.
En 2005, cuando el grupo de moda Da BackWudz llamó la atención de Austin, decidió reactivar a Rowdy, después de siete años de inactividad, para ficharlos. Tras su reactivación, Rowdy asumió la distribución con Motown Records.

## Artistas
- Da BackWudz
- Vonzell Solomon

### Antiguos artistas
- Y'all So Stupid
- Sammie
- Monica
- Da King & I
- Illegal
- Rampage the Last Boy Scout
- Jamal a.k.a. Mally G
- For Real

### Productores destacados
- Tim & Bob (1993-1999)
- Mario Winans (1995-1998)